# Moody’s
Moody's Investors Service (Moody's) är ett amerikanskt kreditvärderingsinstitut. Företaget grundades 1909 av John Moody. Bolaget bedömer kreditvärdigheten hos låntagare av obligationer enligt en standardiserad skala och arbetar med finansiell analys av både kommersiella och statliga organisationer. Moodys har en andel på cirka 40 procent av världsmarknaden inom sitt område, bedömning av kreditvärdighet. Företaget är ett av världens tre största kreditvärderingsinstitut, tillsammans med Standard & Poors och Fitch Ratings.